# Публічний секс

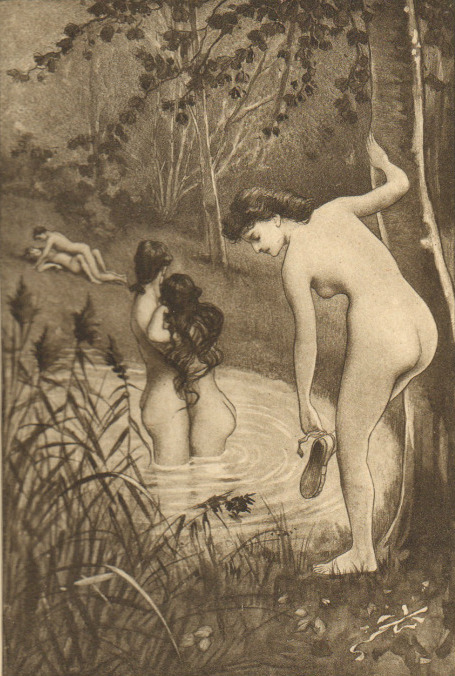
Едуард-Анрі Авріль. Розваги у купальні

Публічний секс — сексуальні дії, що мають місце в суспільних чи напівсуспільних місцях. Суспільні погляди щодо сексу і сексуальності сильно розрізняються в різних культурах і в різні часи. Термін все частіше вживається для опису акта, що стається поза житлом; може відбуватися в яскраво виражених місцях (туалети, кабінки на пляжах, лікарняні палати, кладовища).
У Сполученому Королівстві, починаючи з 1990-х рр., розвиваються послуги з надання можливостей для сексу в громадських комерційних закладах. Ймовірно, це пов'язано з пом'якшенням поглядів на дане правопорушення.
За чутками, подібний секс практикується в багатьох парках і на пляжах Ванкуверу і Сан-Франциско. Журнал «Нью-Йорк» стверджує, що публічний секс досить часто практикується в Нью-Йорку, а перспектива такого сексу є фантазією великої кількості людей.
У Сполученому Королівстві секс в напівсуспільних місцях відомий як догінг. Також існує сленговий термін «коттеджінг», який в гомосексуальному середовищі означає секс в громадських туалетах в парках, студентських гуртожитках, аеропортах.

## У попкультурі
- Публічний секс є темою британського фільму 2009 Догінг: Історія кохання, який вийшов в прокат в США під назвою «Публічний секс», режисер — Симон Елліс, автори — Майкл Грум і Норман Брок.[4]